# Rue Vide-Bourse
La rue Vide-Bourse est une ruelle du 5e arrondissement de Lyon, située dans le quartier Saint-Irénée.

## Situation
D'orientation est-ouest, la rue Vide-Bourse relie deux voies parallèles d'orientation nord-sud, la rue des Macchabées à l'aplomb du numéro 41 à l'est et la rue Saint-Irénée à l'ouest. Elle a desservi auparavant (dès le XVe siècle ?) les " verchères", des maisons ayant pignon sur l'actuelle rue des Macchabées.

## Origine du nom
Attestée sous ce nom dès 1450, elle intrigue par le sens à donner à cette appellation et par sa raison d’être à cet emplacement. Il faut imaginer qu’à cette époque la rue se situe au milieu des champs ou les vignes, et qu’il est peu probable qu’il s'agisse alors d’un coupe-gorge. Le nom relève peut-être de l'expression « la bourse vide », synonyme d'aller dans une auberge de basse catégorie, celles plus chères étant à côté dans la rue de l’église, comme dans plusieurs autres villes. Ou alors, avec le sens de « vider sa bourse » pour se rendre dans une maison de jeu, derrière la rue principale, sinon dans un lieu de levée de l’impôt.

Selon Louis Maynard, la rue doit son nom à sa réputation d'être un « terrain de manœuvres pour les filous ». Maurice Vanario indique que le nom est attesté en 1740.

## Description
De courte longueur, cette ruelle possède un charme indéniable, avec la végétation qui recouvre les murs qui la bordent et des galets, rares dans cet état, roulés, arasés et bruns. La ruelle est bordée principalement de maisons de faible hauteur.

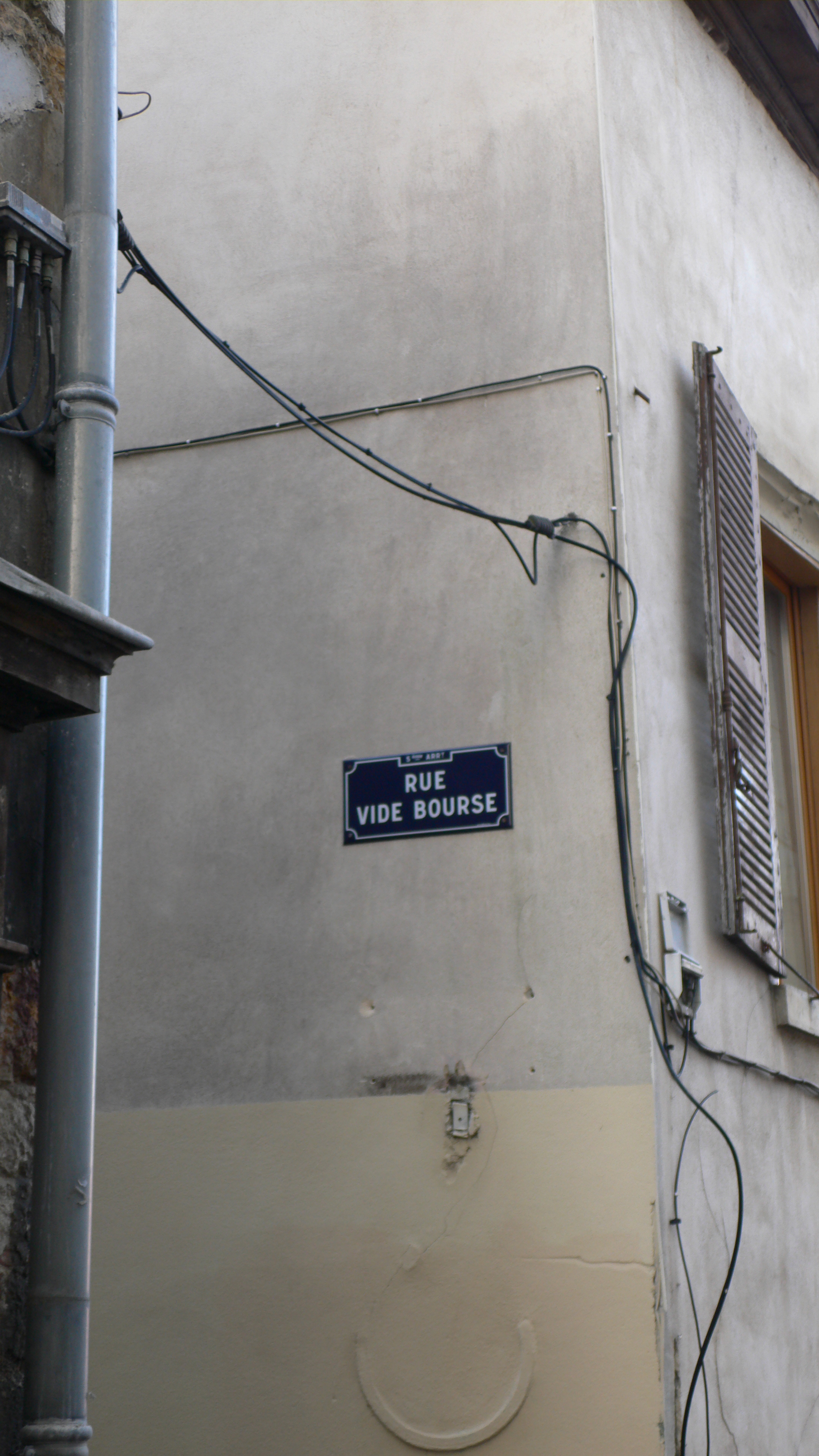
Extrémité est, angle avec la rue des Macchabées
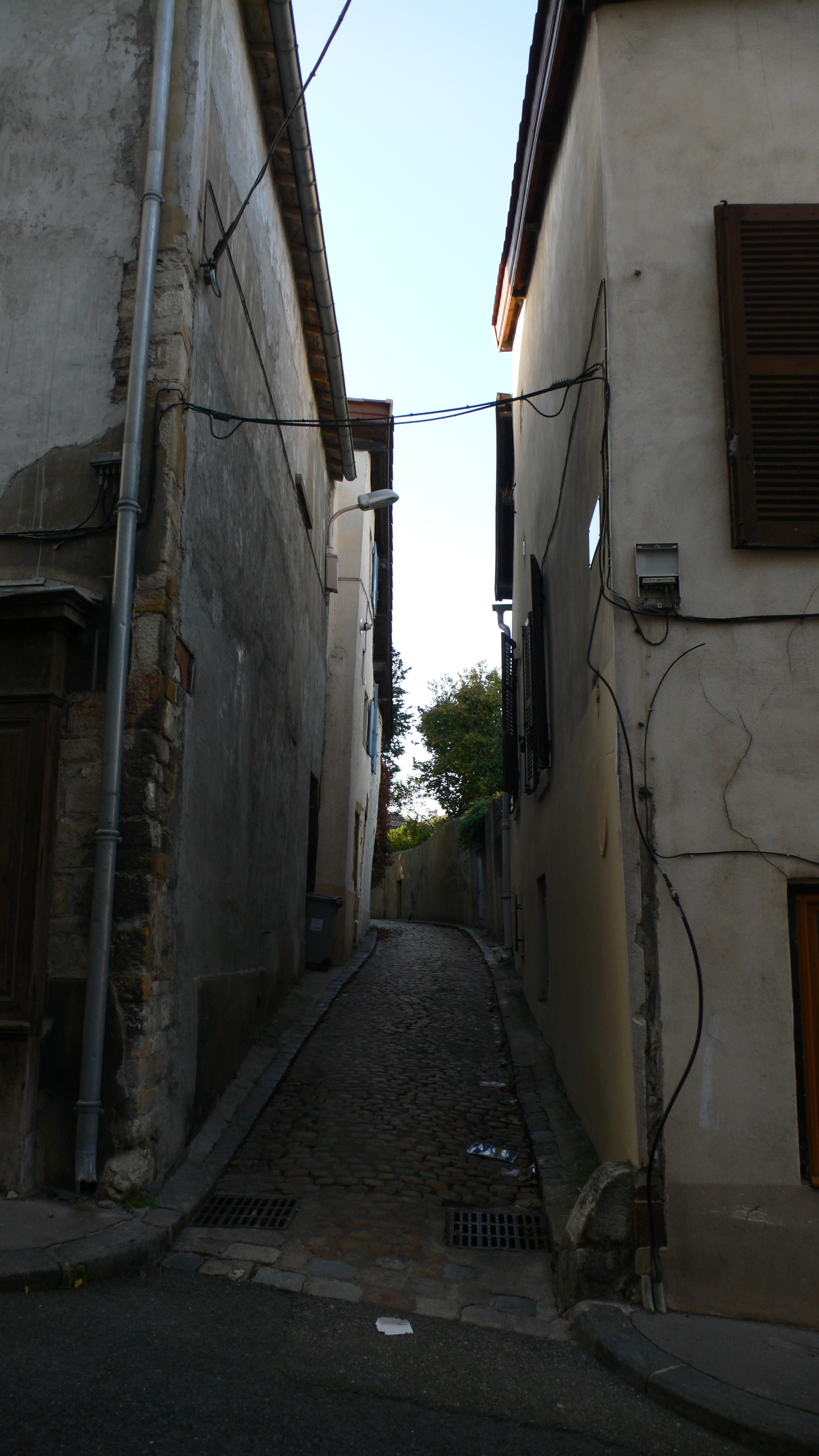
Vue de l'extrémité est
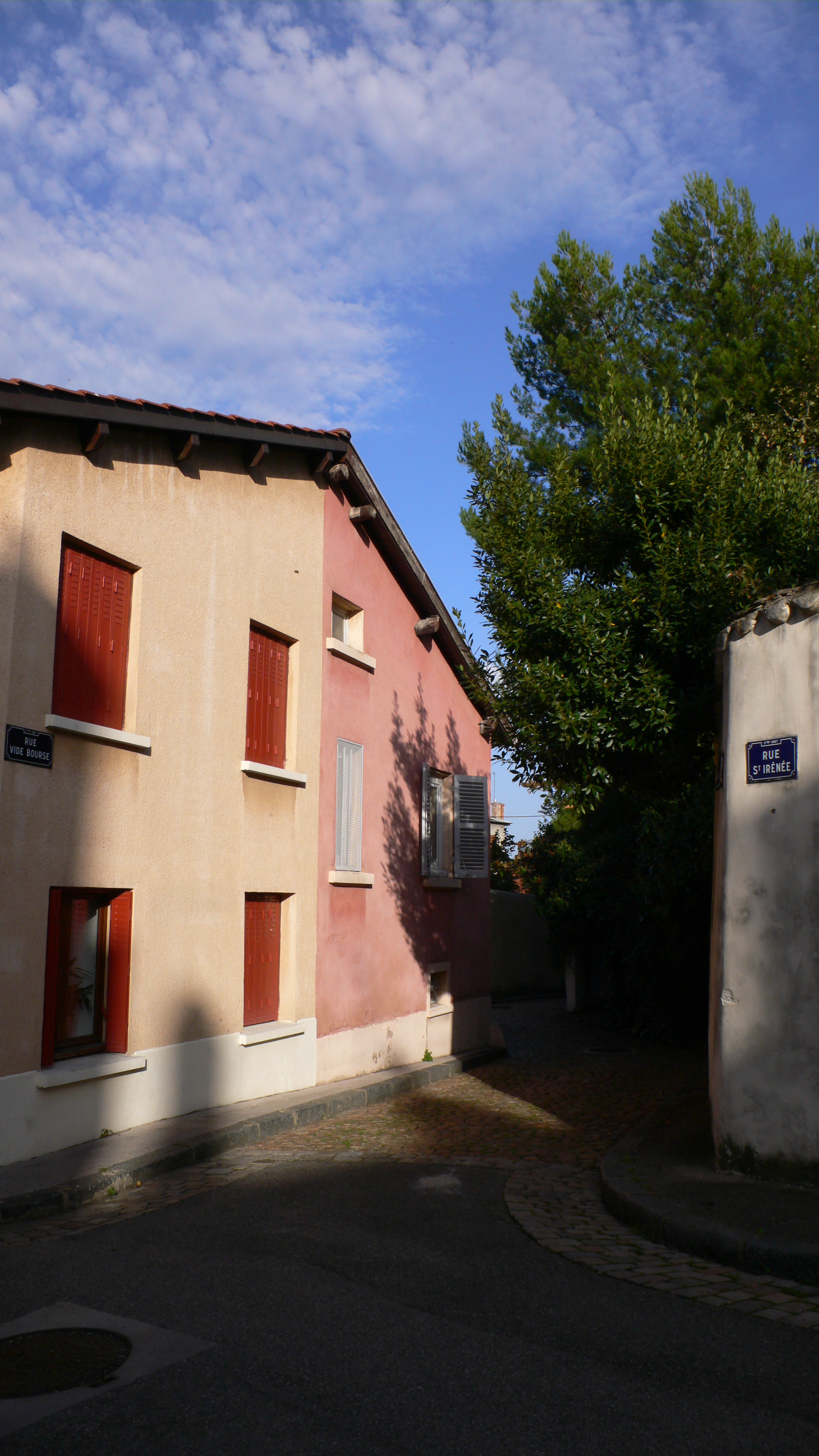
Extrémité ouest, angle avec la rue Saint-Irénée

## Histoire
Un fragment de la rue est devenu la rue Saint-Irénée en 1846.